# Troglohyphantes tauriscus
Troglohyphantes tauriscus är en spindelart som beskrevs av Thaler 1982. Troglohyphantes tauriscus ingår i släktet Troglohyphantes och familjen täckvävarspindlar.
Artens utbredningsområde är Österrike. Inga underarter finns listade i Catalogue of Life.